# نبرد دیرالروز
نبرد دیرالزور نبردی است که در خلال جنگ جهانی دوم در تاریخ ۳ ژوئیه ۱۹۴۱ بین نیروهای متفقین وفرانسه ویشی که از آلمان نازی پشتیبانی می‌شد با هدف تصرف سوریه درگرفت. در این نبرد ارتش متفقین تکنیکات پرخطری را بکار برد و توانست دیرالروز را به تصرف خود در آورد. در این نبرد متفقین ۵۰ کامیون بزرگ، ۶ بمب‌افکن، ۵ هواپیمای نظامی و مقدار زیادی آذوقه و سوخت به غنیمت گرفتند.